# الانتخابات البرلمانية التركية 2018
الانتخابات البرلمانية التركية 2018 هي انتخابات برلمانية جرت في 24 حزيران/يونيو 2018 كجزء من الانتخابات العامة جنبا إلى جنب مع الانتخابات الرئاسية التي جرت في نفس اليوم. كان من المقرر أن تجري هذه الانتخابات في 3 تشرين الثاني/نوفمبر 2019 إلا أن الرئيس رجب طيب أردوغان دعا إلى عقد انتخابات مبكرة في 18 أبريل/نيسان وذلك بعد عدة أشهر من التكهنات. تميزت هذه الانتخابات بحصول سلسلة من التعديلات الدستورية بما في ذلك رفع عدد نواب البرلمان من 550 إلى 600. سيتم انتخاب ممثلين عن 87 دائرة انتخابية في تركيا عن طريق التمثيل النسبي للقوائم الحزبية.
الاستفتاء الدستوري الذي جرى عام 2017 غيّّر تركيا من نظامها البرلماني السابق إلى النظام الرئاسي؛ كما سنَّ عدة تشريعات جديدة من بينها عدم السماح للجمعية الوطنية الكبرى (البرلمان التركي) بتعيين الوزراء ومجلس الوزراء بعد انتخابات 2018 كما مكن منصب الرئيس من عدة صلاحيات جديدة مُقابل تقليص الصلاحيات التي كان يتمتع بها البرلمان.

## الخلفية

### انتخابات 2015
بعد انتخابات يونيو 2015 التي أسفرت عن فوز حزب العدالة والتنمية؛ كان هذا الأخير قد فقد أغلبية الأطراف الأربعة في الجمعية الوطنية الكبرى وبالتالي كان من اللازم عليه القيام بتحالفات من أجل تشكيل الحكومة. بالرغم من تشكيل الحكومة في وقت لاحق إلا أن المحادثات بين الأحزاب قد تعطلت مما دفع إلى إجراء انتخابات مبكرة في تشرين الثاني/نوفمبر 2015. أسفرت الانتخابات المبكرة عن فوز «كاسح» لحزب العدالة والتنمية الذي استعاد الأغلبية المطلقة في البرلمان بعد حصوله على 317 مقعدا من أصل 550 في حين ذهبت باقي المقاعد لحزب الشعب الجمهوري الذي حصل على 134 مقعدا ثم حزب الشعوب الديمقراطي الذي نال 59 فحزب الحركة القومية الذي اكتفى بـ 40 مقعدا فقط. نتائج انتخابات نوفمبر 2015 سمحت لحزب العدالة والتنمية بتشكيل حكومة من حزب واحد بقيادة أحمد داوود أوغلو.
دعا الرئيس رجب طيب أردوغان إلى بعض التغييرات في سياسة تركيا بما في ذلك الانتقال من النظام البرلماني إلى النظام الرئاسي وأكد في نفس الوقت على أن حزب العدالة والتنمية كان قد ناضل من أجل ذلك قبيل الانتخابات. هذا الأمر لم يلقى إعجاب أحزاب المعارضة التي حاولت مواجهة رئيس الوزراء داوود أوغلو وأطلعته عن تحفظاتها مما ينوي الرئيس القيام به في قادم الأيام. في مايو 2016 استقال داوود أوغلو من حزب العدالة والتنمية بسبب خلافات له مع أردوغان؛ ثم تم استبداله في وقت لاحق ببن علي يلديريم.

### محاولة الانقلاب والإعلان عن حالة الطوارئ
في 15 تموز/يوليو 2016 قام بعض أفراد القوات المسلحة التركية بانقلاب ضد الحكومة التركية بما في ذلك حزب العدالة والتنمية الحاكم وحكومة رئيس الوزراء بن علي يلدرم ثم الرئيس رجب طيب أردوغان. شوهدت طائرات عسكرية تُحلق فوق أنقرة قبل 23:00 بتوقيت شرق أوروبا الصيفي (ت ع م+03:00) ثم قامت القوات المسلحة بإغلاق مجموعة من الجسور والمداخل بما في ذلك جسر السلطان محمد الفاتح وجسر البوسفور ومعظم الجسور في إسطنبول.
تم إداعة خطاب متلفز على مؤسسة الإذاعة والتلفزيون التركية (TRT) بعدما اقتحمها الانقلابيون ثم أشاروا إلى أنفسهم باسم مجلس السلام (بالتركية: Yurtta Sulh Konseyi)‏ وادعوا أن «الحكومة قد أقيلت.» ومع ذلك فشل الانقلاب في نهاية المطاف بعدما ظهر الرئيس أردوغان في فيديو من خلال تطبيق فيس تايم وحث الشعب التركي على مقاومة الانقلاب ومواجهة المتآمرين. في صباح 16 تموز/يوليو 2016 كان الوضع تحت السيطرة حيث اتهمت الحكومة التركية حركة غولن بتدبير الانقلاب وتعهدت بتطهير مؤسسات الدولة.
في 15 تموز/يوليو 2016 أعلن أردوغان عن حالة طوارئ في البلاد لمدة ثلاث أشهر. بموجب القانون التركي فإنه لا يجوز تمديد حالة الطوارئ لمدة ثلاثة أشهر في كل مرة إلا أنه يُمكن تجديدها لعدد غير محدود في حالة ما تزامنت مع الانتخابات البرلمانية. جذير بالذكر هنا أن حالة الطوارئ قد تم «تمديدها» سبع مرات منذ 2016 ولا زالت قائمة اعتبارا من نيسان/أبريل 2018، بل إن انتخابات حزيران/يونيو 2018 تمت في ظل حالة طوارئ في عموم البلاد.

## النظام الانتخابي
600 من أعضاء الجمعية الوطنية الكبرى لتركيا ينتخب من قبل الطرف قائمة التمثيل النسبي في 87 الدوائر الانتخابية، هونت D الأسلوب. لغرض الانتخابات التشريعية، 77 من أصل 81 محافظة في تركيا بمثابة دائرة انتخابية واحدة. بسبب الأعداد الكبيرة من السكان، مقاطعات بورصة وإزمير تنقسم إلى منطقتين، في حين أن المحافظات من أنقرة واسطنبول هي كل مقسمة إلى ثلاثة.
منذ إدخال تركيا في دستور 1982 ، والأحزاب السياسية المطلوبة لاجتياز العتبة الانتخابية من 10% من التصويت الشعبي على الصعيد الوطني من أجل الحصول على مقاعد في البرلمان، مع كل تلك التي تقع تحت عتبة تجاهل لمقعد توزيع الأغراض. الأطراف علاوة على ذلك يجب أن يكون رسميا نظمت في النصف على الأقل من محافظات (41) وفي الثلث على الأقل من المناطق في تلك المحافظات، ويجب أن ترشح اثنين من المرشحين في 41 أو أكثر المحافظات لكي يكون الحق المقاعد.

### قانون التحالفات الانتخابية
في أوائل عام 2018 تقدمت إدارة حزب العدالة والتنمية جنبا إلى جنب مع حزب الحركة القومية بمقترحات مشتركة لإقامة تحالف انتخابي حسب القانون المعمول به في تركيا. في حقيقة الأمر أشارت استطلاعات الرأي أن حزب الحركة القومية _في حالة ما شارك في الانتخابات وحيدا_ لن يتجاوز عتبة 10% وبالتالي سيكون تمثيله محدودا في قبة البرلمان. بعد ذلك أعلن زعيم حزب الحركة القومية عن تأييه لإعادة انتخاب زعيم حزب العدالة والتنمية رجب طيب أردوغان كرئيس لدولة تركيا ثم أكد أنه سيخوض الانتخابات البرلمانية المقبلة في تحالف مع حزب العدالة والتنمية.
القانون التركي يسمح بالقيام بتحالفات انتخابية قبل الموعد المحدد لإجراء الانتخابات وذلك من أجل تقديمها للبرلمان وهذا يعني أنه سيتم تجميع الحزبين _أو أكثر_ معا في إطار تحالف يُوضع على ورقة الاقتراع، وبالإضافة إلى ذلك فإن الناخبين لهم حق التصويت لصالح التحالف ككل أو يُمكنهم التصويت لأحد الأطراف. على سبيل المثال إذا تحالف الحزب أ مع الحزب ب وحصل الثنائي على 60 صوتا و40 صوتا على التوالي في دائرة انتخابية معينة فهذا يعني أن الحزب أ نال ما نسبته 60% من أصوات الناخبين على مستوى تلك الدائرة في حين نال الحزب الثاني ما نسبته 40% وبالتالي فإن التحالف قد سيطر على تلك الدائرة بنسبة 100% وهكذا.
قانون التحالفات الانتخابية تضمن العديد من البنود التي أثارت الكثير من الجدل خاصة أن بعضا منها تم سنه وإقراره خلال التعديلات الدستورية التي جرت عام 2017، فعلى سبيل المثال لا الحصر يحق للجهة المعنية التحقق من بطاقات الاقتراع والتصديق عليها قبل إدراجها في الإحصاء وهذا يُقلص صلاحيات المراقبين الدوليين. هذا الأمر تسبب في جدل كبير داخل تركيا خاصة على مستوى أحزاب المعارضة التي ادعت أن تلك الهيئة قادرة على تزوير الانتخابات لصالح حزب على آخر من خلال رفض بعض النتائج الصحيحة. في 31 أيار/مايو رفضت المحكمة الدستورية التركية استئناف المعارضة التي حاولت إبطال تلك التغييرات المثيرة للجدل.

### الدوائر الانتخابية
| الدائرة الانتخابية | الدائرة الانتخابية | عدد الممثلين |
| ------------------ | ------------------ | ------------ |
| أدانا              | أدانا              | 15           |
| أديمان             | أديمان             | 5            |
| أفيون كاراهيسار    | أفيون كاراهيسار    | 6            |
| أغري               | أغري               | 4            |
| أكشراي             | أكشراي             | 4            |
| أماسيا             | أماسيا             | 3            |
| أنقرة              | أنقرة              | 36           |
| أنقرة 1            | 13                 |              |
| أنقرة 2            | 11                 |              |
| أنفرة 3            | 12                 |              |
| أنطاليا            | أنطاليا            | 16           |
| أردهان             | أردهان             | 2            |
| أرتفين             | أرتفين             | 2            |
| أيدين              | أيدين              | 8            |

| الدائرة الانتخابية | الدائرة الانتخابية | عدد الممثليين |
| ------------------ | ------------------ | ------------- |
| بالكشير            | بالكشير            | 9             |
| بارتين             | بارتين             | 2             |
| باتمان             | باتمان             | 5             |
| بايبورت            | بايبورت            | 1             |
| بيلشك              | بيلشك              | 2             |
| بينغول             | بينغول             | 3             |
| بيتليس             | بيتليس             | 3             |
| بولو               | بولو               | 3             |
| بيردير             | بيردير             | 3             |
| بورصة              | بورصة              | 20            |
| بورصة 1            | 10                 |               |
| بورصة 2            | 10                 |               |
| شناكال             | شناكال             | 4             |
| شنكيري             | شنكيري             | 2             |

| الدائرة الانتخابية | الدائرة الانتخابية | عدد الممثلين |
| ------------------ | ------------------ | ------------ |
| شوريم              | شوريم              | 4            |
| دينيزلي            | دينيزلي            | 8            |
| ديار بكر           | ديار بكر           | 12           |
| دوزشي              | دوزشي              | 3            |
| إديرن              | إديرن              | 4            |
| إلازيغ             | إلازيغ             | 5            |
| إرزينكان           | إرزينكان           | 2            |
| إرزوروم            | إرزوروم            | 6            |
| إسكشهير            | إسكشهير            | 7            |
| غازب عنتاب         | غازب عنتاب         | 14           |
| غيرسون             | غيرسون             | 4            |
| غومشان             | غومشان             | 2            |
| هكاري              | هكاري              | 3            |
| هاتاي              | هاتاي              | 11           |

| الدائرة الانتخابية | الدائرة الانتخابية | عدد الممثلين |
| ------------------ | ------------------ | ------------ |
| إجدير              | إجدير              | 2            |
| إسبرطة             | إسبرطة             | 4            |
| إصطنبول            | إصطنبول            | 98           |
| إصنبول 1           | 35                 |              |
| إسطنبول 2          | 28                 |              |
| إسطنبول 3          | 35                 |              |
| إزمير              | إزمير              | 28           |
| إزمير 1            | 14                 |              |
| إزمير 2            | 14                 |              |
| كهرمانماراس        | كهرمانماراس        | 8            |
| كارس               | كارس               | 3            |
| كاستاموني          | كاستاموني          | 3            |
| كارابوك            | كارابوك            | 3            |

| الدائرة الانتخابية | الدائرة الانتخابية | عدد الممثلين |
| ------------------ | ------------------ | ------------ |
| كارامان            | كارامان            | 3            |
| كايشري             | كايشري             | 10           |
| كيليس              | كيليس              | 2            |
| كيرك كاريلي        | كيرك كاريلي        | 3            |
| كيرك كاريلي        | كيرك كاريلي        | 3            |
| كير شهير           | كير شهير           | 2            |
| كوكايلي            | كوكايلي            | 13           |
| قونية              | قونية              | 15           |
| قوتاهيا            | قوتاهيا            | 5            |
| مالاتيا            | مالاتيا            | 6            |
| مانيسا             | مانيسا             | 10           |
| ماردين             | ماردين             | 6            |
| ميرسين             | ميرسين             | 13           |

| الدائرة الانتخابية | الدائرة الانتخابية | عدد الممثلين |
| ------------------ | ------------------ | ------------ |
| موغلا              | موغلا              | 7            |
| موش                | موش                | 4            |
| ناف شهير           | ناف شهير           | 3            |
| نيجد               | نيجد               | 3            |
| أوردو              | أوردو              | 6            |
| أوسماني            | أوسماني            | 4            |
| ريز                | ريز                | 3            |
| سكاريا             | سكاريا             | 7            |
| سامسون             | سامسون             | 9            |
| سييرت              | سييرت              | 3            |
| سينوب              | سينوب              | 2            |
| سيفاس              | سيفاس              | 5            |
| سانويلرفا          | سانويلرفا          | 14           |

| الدائرة الانتخابية | الدائرة الانتخابية | عدد الممثلين |
| ------------------ | ------------------ | ------------ |
| سيرناك             | سيرناك             | 4            |
| تيكيرداغ           | تيكيرداغ           | 7            |
| توكات              | توكات              | 5            |
| ترابزون            | ترابزون            | 6            |
| تونشيلي            | تونشيلي            | 2            |
| يوساك              | يوساك              | 3            |
| فان                | فان                | 8            |
| يالوفا             | يالوفا             | 3            |
| يوزغات             | يوزغات             | 4            |
| زونغولداك          | زونغولداك          | 5            |
| المجموع            | المجموع            | 600          |

## الانتخابات

### المرشحين
| الأصوات | التحالفات            | التحالفات  | الحزب                 | الأيديولوجية                         | الزعيم            |
| ------- | -------------------- | ---------- | --------------------- | ------------------------------------ | ----------------- |
| %42.6   | التحالف الشعبي %53.7 | AKP        | حزب العدالة والتنمية  | عثمانية جديدة                        | رجب طيب أردوغان   |
| %11.1   | التحالف الشعبي %53.7 | MHP        | حزب الحركة القومية    | قومية تركية                          | دولت بهجلي        |
| %0.3    | لا تحالفات           | لا تحالفات | حزب الدعوة الحرة      | الوحدة الإسلامية                     |                   |
| %0.2    | لا تحالفات           | لا تحالفات | الحزب الوطني          |                                      | دوغو برينجك       |
| %11.7   | لا تحالفات           | لا تحالفات | حزب الشعوب الديمقراطي | اشتراكية ديمقراطية كرد حقوق الأقليات | بروين بولدان      |
| %22.6   | التحالف الوطني %33.6 | CHP        | حزب الشعب الجمهوري    | فكر كمالي ديمقراطية اشتراكية         | كمال قلجدار أوغلي |
| %1.3    | التحالف الوطني %33.6 | SP         | حزب السعادة           | مللي جوروش                           | تمل كاراملا أوغلو |
| %10     | التحالف الوطني %33.6 | İYİ        | حزب الخير             | محافظة ليبرالية                      | ميرال أكشينار     |

## النتائج
|                                 |                                 |                                 |                                 |            |        |         |     |
| الحزب أو الائتلاف               | الحزب أو الائتلاف               | الحزب أو الائتلاف               | الحزب أو الائتلاف               | الأصوات    | %      | المقاعد | +/– |
|                                 | People's Alliance               |                                 | حزب العدالة والتنمية            | 21٬338٬693 | 42.56  | 295     | –22 |
|                                 | People's Alliance               | حزب الحركة القومية              | 5٬565٬331                       | 11.10      | 49     | +9      |     |
| الإجمالي                        | الإجمالي                        | 26٬904٬024                      | 53.66                           | 344        | –13    |         |     |
|                                 | Nation Alliance                 |                                 | حزب الشعب الجمهوري (تركيا)      | 11٬354٬190 | 22.65  | 146     | +12 |
|                                 | Nation Alliance                 | الحزب الجيد                     | 4٬993٬479                       | 9.96       | 43     | New     |     |
|                                 | Nation Alliance                 | حزب السعادة                     | 672٬139                         | 1.34       | 0      | 0       |     |
| الإجمالي                        | الإجمالي                        | 17٬019٬808                      | 33.95                           | 189        | +55    |         |     |
|                                 | People's Democratic Party       | People's Democratic Party       | People's Democratic Party       | 5٬867٬302  | 11.70  | 67      | +8  |
|                                 | حزب الدعوة الحرة                | حزب الدعوة الحرة                | حزب الدعوة الحرة                | 155٬539    | 0.31   | 0       | New |
|                                 | الحزب الوطني                    | الحزب الوطني                    | الحزب الوطني                    | 114٬872    | 0.23   | 0       | 0   |
|                                 | Independents                    | Independents                    | Independents                    | 75٬630     | 0.15   | 0       | 0   |
| المجموع                         | المجموع                         | المجموع                         | المجموع                         | 50٬137٬175 | 100.00 | 600     | +50 |
|                                 |                                 |                                 |                                 |            |        |         |     |
| الأصوات الصحيحة                 | الأصوات الصحيحة                 | الأصوات الصحيحة                 | الأصوات الصحيحة                 | 50٬137٬175 | 97.94  |         |     |
| الأصوات الباطلة والفارغة        | الأصوات الباطلة والفارغة        | الأصوات الباطلة والفارغة        | الأصوات الباطلة والفارغة        | 1٬052٬269  | 2.06   |         |     |
| مجموع الأصوات                   | مجموع الأصوات                   | مجموع الأصوات                   | مجموع الأصوات                   | 51٬189٬444 | 100.00 |         |     |
| الناخبين المسجلين ومعدل الإقبال | الناخبين المسجلين ومعدل الإقبال | الناخبين المسجلين ومعدل الإقبال | الناخبين المسجلين ومعدل الإقبال | 59٬367٬469 | 86.22  |         |     |
| المصدر: YSK                     |                                 |                                 |                                 |            |        |         |     |